# Centaurea rhizocalathium
Centaurea rhizocalathium — вид рослин роду волошка (Centaurea), з родини айстрових (Asteraceae).

## Середовище проживання
Поширений у пн.-сх. Туреччині (Анатолія) та Вірменії.